# Вязовка (Сосновоборский район)
Вя́зовка — село в Сосновоборском районе Пензенской области России. Административный центр Вязовского сельсовета.

## География
Село находится в восточной части Пензенской области, в пределах Приволжской возвышенности, в лесостепной зоне, на расстоянии примерно 16 км (по прямой) к северо-западу от Сосновоборска, административного центра района. Абсолютная высота — 276 м над уровнем моря.

### Климат
Климат характеризуется как умеренно континентальный, с холодной продолжительной зимой и тёплым летом. Средняя температура воздуха самого тёплого месяца (июля) — 19 °C (абсолютный максимум — 39 °C); самого холодного (января) — −13 °C (абсолютный минимум — −46 °C). Среднегодовое количество атмосферных осадков варьируется от 480 до 627 мм, из которых большая часть выпадает в тёплый период. Снежный покров держится в течение 150—160 дней.

### Часовой пояс
Село Вязовка, как и вся Пензенская область, находится в часовой зоне МСК (московское время). Смещение применяемого времени относительно UTC составляет +3:00.

## Население
| 1748 | 1864  | 1877  | 1897  | 1910  | 1926  | 1930  |
| ---- | ----- | ----- | ----- | ----- | ----- | ----- |
| 196  | ↗1169 | ↗1311 | ↗1792 | ↗1849 | ↘1718 | ↘1322 |
| 1939 | 1959  | 1979  | 1989  | 1996  | 2002  | 2010  |
| ↘731 | ↘665  | ↘542  | ↘396  | ↗432  | ↘366  | ↘281  |

### Национальный состав
Согласно результатам переписи 2002 года, в национальной структуре населения мордва составляла 93 % из 366 чел.